# 村上信二郎
村上 信二郎（むらかみ しんじろう、1918年（大正7年）11月27日 - 1972年（昭和47年）8月26日）は、日本の政治家、内務・通産官僚。自由民主党所属の衆議院議員（2期)。従四位勲三等。

## 経歴
- 1918年（大正7年） - 広島県に生まれる。
- 広島県立広島第一中学校から東京府立第四中学校へ転校する。
- 第一高等学校を卒業する。
- 1945年（昭和20年）9月 - 東京帝国大学法学部を卒業する。
- 1946年（昭和21年） - 内務省に入省する。（同期に松浦功（第2次橋本内閣法務大臣）
- 1947年（昭和22年） - 香川県経済部商工課長となる。
- 1948年（昭和23年） - 高等文官試験の行政科に合格する。
- 1949年（昭和24年） - 通商産業省に入省する。（同期に牧野隆守（第1次森内閣労働大臣）、藤原一郎（通産事務次官）、平松守彦（元大分県知事）、大永勇作（中小企業信用保険公庫総裁）、井川博（経済企画事務次官）、織田季明（官房審議官）、小泉孝夫（通産省工業検査所所長））。
- 1950年（昭和25年） - 警察予備隊本部長官の秘書官となる。
- 1957年（昭和32年） - ジョージタウン大学大学院に留学する。
- 1966年（昭和41年）8月 - 防衛庁長官官房審議官兼内閣総理大臣官房審議官となる。
  - 9月 - 退官
- 1967年（昭和42年） - 第31回衆議院議員総選挙で愛媛2区から初当選する。
- 1969年（昭和44年） - 第32回衆議院議員総選挙で再選される。
- 1972年（昭和47年） - 衆議院議員在任中に死去。

## 家族
- 祖父 - 村上紋四郎（元今治市長）
- 父 - 村上常太郎（元東京控訴院次席検事）
- 兄 - 孝太郎（元参議院議員、大蔵事務次官）
- 弟 - 清（年金評論家、元日本団体生命保険取締役）
- 息子 - 村上誠一郎（自由民主党衆議院議員、総務大臣）
- 娘 - 岡田多津子（立憲民主党衆議院議員岡田克也の妻）